# Allondon
Allondon – rzeka we Francji i Szwajcarii, o długości 22 km. Stanowi dopływ rzeki Rodanu.